# آن نت‌های برفی سفید
آن نت‌های برفی سفید (ژاپنی: ましろのおと هپبورن: Mashiro no Oto) یک مجموعه مانگای ژاپنی اثر ماریمو راگاواست. این مانگا در مجلهٔ شونن مانگای کودانشا از دسامبر ۲۰۰۹ تا اوت ۲۰۲۲ منتشر و در سی و یک جلد تانکوبون جمع‌آوری شد. یک مجموعه انیمهٔ تلویزیونی توسط شین-ای انیمیشن از روی این اثر ساخته شد که از ۳ آوریل تا ۱۹ ژوئن ۲۰۲۱ پخش شد.

## بازخورد
آن نت‌های برفی سفید نامزد چهارمین دورهٔ جوایز مانگا تایشو شد، و در سال ۲۰۱۲ در کونو مانگا گا سوگوی! طبق نظرسنجی ۲۰ مانگای برتر برای پسران، در رتبه سوم قرار گرفت. همچنین برندهٔ سی و ششمین جایزهٔ مانگای کودانشا در ردهٔ شونن و یک جایزهٔ عالی در شانزدهمین جشنوارهٔ هنرهای رسانه‌ای ژاپن شد. این مجموعه همچنین در سال ۲۰۱۹ نامزد بیست و سومین جایزهٔ فرهنگی تزوکا اوسامو شد. نهمین جلد از این مانگا تا ۲۰ اکتبر ۲۰۱۳، ۷۰۲۲۳ نسخه فروخته است.